# Bulldozer (Kayak)
Bulldozer was de beoogde zesde single van de symfonische rockgroep Kayak.
Kayak had net Cees van Leeuwen (basgitaar) verruild voor Bert Veldkamp en Bulldozer was het eerste nummer, dat werd opgenomen. Het door Ton Scherpenzeel geschreven nummer bleef instrumentaal. Men sleutelde nog wat, maar uiteindelijk kwam het erop neer, dat het niet aan de verwachtingen voldeed. Het verdween als demo in de la en kwam er niet meer uit. In 1994 verscheen het als (laatste) bonustrack op de compact discversie van Royal Bed Bouncer en ook toen constateerde Scherpenzeel dat het destijds terecht niet is uitgebracht.
Wel is aan het nummer, dat dus de voorloper was van Royal Bed Bouncer te horen welke richting het met de muziek uitging, meer popsongs, waarbij de piano een belangrijker rol kreeg.

## Bron
- de compact disc Royal Bed Bouncer